# Curiesches Gesetz
Das curiesche Gesetz (auch Curie-Gesetz genannt) beschreibt die Abhängigkeit der magnetischen Suszeptibilität {\displaystyle \chi _{\mathrm {m} }} einer Substanz von der absoluten Temperatur {\displaystyle T}, sofern idealer Spin-Paramagnetismus vorliegt. Es wurde von Pierre Curie im Jahre 1896 erstmals in dieser Form aufgestellt. 1907 entwickelte der französische Physiker Pierre-Ernest Weiss Curies Gesetz zum Curie-Weiss-Gesetz weiter, indem er kooperative Effekte in die Gleichung mit einbezog.
Man erhält das Gesetz, wenn man ein ideales System aus {\displaystyle N} Teilchen mit Spin ½ betrachtet ({\displaystyle N}: Teilchenzahl). Ideal bedeutet, dass 
- der Grundzustand der Teilchen thermisch isoliert ist,
- keine Spin-Bahn-Kopplung vorliegt,
- kein Ligandenfeld-Effekt vorliegt,
- keine magnetische Anisotropie vorliegt,
- und keine kollektiven magnetischen Effekte vorliegen, d. h. keine magnetische Wechselwirkung zwischen den Teilchen besteht.

## Beschreibung
Als Modell nimmt man die Ausrichtung eines Spin-½-Teilchens in einem äußeren Magnetfeld. Das Elektron hat ein magnetisches Moment und verhält sich als magnetischer Dipol. Legt man ein äußeres Magnetfeld an, so übt dieses eine richtende Kraft auf den Spin des Elektrons aus. Es ist eine Ausrichtung des Spins in Richtung des Magnetfeldes möglich, die energetisch günstig ist, und eine zum Magnetfeld entgegengesetzte Ausrichtung, die energetisch ungünstig ist. Zunächst würde man erwarten, dass sich in einer Substanz alle Spins parallel zum äußeren Magnetfeld ausrichten. Tatsächlich besteht jedoch eine Temperaturabhängigkeit, die zurückzuführen ist auf:
- die Boltzmann-Statistik: mit steigender Temperatur steigt die Wahrscheinlichkeit, dass Spins die ungünstige antiparallele Ausrichtung einnehmen. und
- die Thermische Bewegung: mit steigender Temperatur wirkt die Eigenbewegung der Teilchen einer Ausrichtung im Magnetfeld entgegen.

Die magnetische Suszeptibilität {\displaystyle \chi _{\mathrm {m} }} ist eine physikalische Größe, die davon abhängt, wie viele Spins im Magnetfeld in Feldrichtung ausgerichtet und wie viele entgegengerichtet sind. Zur Berechnung der Suszeptibilität müssen daher der richtende Effekt des äußeren Magnetfelds und die entgegenwirkenden thermischen Effekte berücksichtigt werden. Die quantenmechanisch korrekte Funktion für diese Aufgabe ist die Brillouin-Funktion. Das curiesches Gesetz ist ein Spezialfall dieser Funktion für schwache Magnetfelder und nicht zu tiefe Temperaturen:
{\displaystyle \chi _{\mathrm {m} }={\frac {C}{T}}}
mit der Curie-Konstanten {\displaystyle C=\mu _{0}\,n\,{\frac {\mu ^{2}}{3\,k_{\mathrm {B} }}}.}
Darin ist
- {\displaystyle \mu _{0}} die magnetische Feldkonstante
- {\displaystyle n={\frac {N}{V}}} die Teilchendichte
- {\displaystyle k_{\mathrm {B} }} die Boltzmann-Konstante
- {\displaystyle \mu } der Betrag des permanenten magnetischen Dipolmoments; beim curieschen Gesetz wird angenommen, dass es temperaturunabhängig ist: {\displaystyle \mu \neq \mu (T).}

Oft werden magnetische Suszeptibilität und Curie-Konstante statt auf das Volumen {\displaystyle V} auf die Stoffmenge {\displaystyle n} bezogen:
{\displaystyle \chi _{\mathrm {m,mol} }={\frac {C_{\mathrm {mol} }}{T}}}
mit {\displaystyle C_{\mathrm {mol} }=\mu _{0}\,N_{\mathrm {A} }\,{\frac {\mu ^{2}}{3\,k_{\mathrm {B} }}},}
wobei {\displaystyle N_{\mathrm {A} }={\frac {N}{n}}} die Avogadro-Konstante bezeichnet.

## Herleitung
Das magnetische Moment {\displaystyle {\vec {\mu }}} eines Elektrons hängt direkt ab von seinem Spin {\displaystyle {\vec {s}}} und damit von der Spinquantenzahl {\displaystyle s={\frac {1}{2}}:}
{\displaystyle |{\vec {\mu }}|=g_{s}\,{\sqrt {s\,(s+1)}}\,\mu _{\mathrm {B} }.}
Hierin ist
- {\displaystyle g_{s}\approx 2} der Landé-Faktor für den Spin des Elektrons
- {\displaystyle \mu _{\mathrm {B} }} das Bohrsche Magneton.

Im äußeren Magnetfeld {\displaystyle B} (Betrag der magnetischen Flussdichte) gibt es für ein Teilchen mit {\displaystyle s={\tfrac {1}{2}}} nur zwei Ausrichtungsmöglichkeiten (vgl. Zeeman-Effekt):
- zur energetisch günstigen Ausrichtung in Feldrichtung gehört die magnetische Spinquantenzahl {\displaystyle m_{S}=-{\tfrac {1}{2}}}
- zur energetisch ungünstigen entgegengerichteten Ausrichtung gehört die magnetische Spinquantenzahl {\displaystyle m_{S}=+{\tfrac {1}{2}}}.

Die jeweils zugehörige Energie ist gegeben durch:
{\displaystyle E_{m_{s}}=g_{s}\,m_{s}\,\mu _{\mathrm {B} }\,B.}
Die Energiedifferenz zwischen den beiden Zuständen beträgt:
{\displaystyle \Delta E=E_{m_{s}=+{\frac {1}{2}}}-E_{m_{s}=-{\frac {1}{2}}}=g_{s}\,\mu _{\mathrm {B} }\,B.}
Im kanonischen Ensemble, d. h. bei konstanter Temperatur und konstanter Teilchenzahl, ergibt sich aus der Boltzmann-Statistik die Besetzungswahrscheinlichkeit {\displaystyle p_{m_{s}}} des jeweiligen Zustandes:
{\displaystyle p_{m_{s}=\pm {\frac {1}{2}}}={\frac {\exp \left(-\beta \,E_{m_{s}=\pm {\frac {1}{2}}}\right)}{\exp \left(-\beta \,E_{m_{s}=+{\frac {1}{2}}}\right)+\exp \left(-\beta \,E_{m_{s}=-{\frac {1}{2}}}\right)}}}
mit der Energienormierung {\displaystyle \beta ={\frac {1}{k_{\rm {B}}T}}}, d. h. dem Kehrwert der thermischen Energie. {\displaystyle k_{\rm {B}}} bezeichnet die Boltzmannkonstante und {\displaystyle T} die Temperatur.
Aus den Besetzungswahrscheinlichkeiten ergibt sich die Formel für die Magnetisierung {\displaystyle M} bei reinem Spin-1/2-Paramagnetismus:
{\displaystyle M=n\;\sum _{m_{s}=-{\frac {1}{2}}}^{m_{s}=+{\frac {1}{2}}}\;\mu _{z,m_{s}}\,p_{m_{s}}.}
Dabei bezeichnet {\displaystyle \mu _{z,m_{s}}} die Komponente des elektronischen (spin-)magnetischen Moments in Feldrichtung:
{\displaystyle \mu _{z,m_{s}}=g_{s}\,\mu _{\mathrm {B} }\,m_{s}.}
Die magnetische Suszeptibilität hängt mit der Magnetisierung wie folgt zusammen:
{\displaystyle \chi _{\mathrm {m} }={\frac {\partial M}{\partial B}}.}
Das curiesche Gesetz erhält man als Näherung unter der Annahme, dass der magnetische Einfluss klein gegenüber dem Temperatureinfluss ist, also bei relativ schwachen Magnetfeldern und relativ hohen Temperaturen:
{\displaystyle {\frac {\Delta E}{k_{\mathrm {B} }\,T}}\ll 1}
{\displaystyle \Rightarrow \chi _{\mathrm {m} }={\frac {C}{T}}.}
Hierin ist {\displaystyle C} die stoffspezifische Curie-Konstante.

## Mehrelektronen-Systeme
Für Mehrelektronen-Systeme kann das Curie-Gesetz nur begrenzt angewendet werden, da interelektronische Wechselwirkung und Spin-Bahn-Kopplung zu Komplikationen führen. Für den Fall einer reinen LS-Kopplung, bei der der elektronische Grundzustand thermisch isoliert ist, kann die Curie-Konstante wie folgt formuliert werden:
{\displaystyle C={\frac {\mu _{0}\,n}{3\,k_{\mathrm {B} }}}\,\mu ^{2}={\frac {\mu _{0}\,n}{3\,k_{\mathrm {B} }}}\,g_{J}^{2}\,J\,(J+1)\,\mu _{\mathrm {B} }^{2}}
mit
- dem Gesamtdrehimpuls {\displaystyle J}, die sich durch die LS-Kopplung für den Grundzustand ergibt
- dem Landé-Faktor {\displaystyle g_{J}} bei LS-Kopplung:

{\displaystyle g_{J}=1+{\frac {J\,(J+1)+S\,(S+1)-L\,(L+1)}{2\,J\,(J+1)}}}
- der Gesamtspin-Quantenzahl {\displaystyle S}
- der Gesamtbahndrehimpuls-Quantenzahl {\displaystyle L}.

Die Quantenzahlen {\displaystyle L} und {\displaystyle S} gehören zum Grundzustand der LS-Kopplung.
Die Quantenzahlen {\displaystyle S}, {\displaystyle L} und {\displaystyle J} können mit Hilfe der Hundschen Regeln bestimmt werden.

### Spin-Only-Systeme
Bei Mehrelektronen-Systemen, die zusätzlich zur LS-Kopplung und thermischen Isolierung des Grundzustandes auch eine Halbbesetzung einer Unterschale aufweisen, spricht man von Spin-Only-Systemen. Der Name stammt daher, dass bei Halbbesetzung die Gesamtbahndrehimpuls-Quantenzahl {\displaystyle L=0} ist. Dadurch wird das magnetische Verhalten des Atoms allein von seinem Gesamt-Spin bestimmt.
Der Landé-Faktor lautet dann bei {\displaystyle J=S}:
{\displaystyle g_{S}=2.}
Die Curie-Konstante ergibt sich zu:
{\displaystyle C={\frac {\mu _{0}\,n}{3\,k_{\mathrm {B} }}}\;2^{2}\,S\,(S+1)\,\mu _{\mathrm {B} }^{2}}

## Stoffe mit Curie-Paramagnetismus
Das ideale Curie-paramagnetische Verhalten tritt relativ selten auf, da zahlreiche Faktoren (Interelektronische Wechselwirkung, Spin-Bahn-Kopplung, Anisotropie, Ligandenfeld-Effekte, kollektive Effekte) das magnetische Verhalten eines Stoffes stark beeinflussen. Bei den Hauptgruppenelementen zeigen Radikale spin-paramagnetisches Verhalten, z. B. das Sauerstoff-Molekül mit zwei ungepaarten Elektronen. Bei den Nebengruppenelementen findet man Curie-Paramagnetismus nur bei Atomen mit LS-Kopplung und thermisch isoliertem Grundzustand.
Spin-Only-Paramagnetismus findet man bei einigen Verbindungen mit schwachem Ligandenfeld von Mn{\displaystyle ^{2+}} oder Fe{\displaystyle ^{3+}} (beide: 3d{\displaystyle ^{5}}-Elektronenkonfiguration) oder Gd{\displaystyle ^{3+}} (4f{\displaystyle ^{7}}-Elektronenkonfiguration). Der Ligandenfeld-Effekt muss schwach genug sein, dass eine high-spin-Konfiguration vorliegt.

## Curie-Weiss-Gesetz
Bei Auftreten kollektiver magnetischer Effekte, also bei Ferromagnetismus, Antiferromagnetismus oder Ferrimagnetismus, gilt statt des curieschen Gesetzes das Curie-Weiss-Gesetz:
{\displaystyle \chi _{\mathrm {m} }={\frac {C}{T-\Theta }}.}
Hierin ist
- C die Curie-Weiss-Konstante
- {\displaystyle \Theta } die Curie-Temperatur. Ist sie positiv, überwiegen die ferromagnetische Effekte; ist sie negativ, überwiegen antiferromagnetische oder ferrimagnetische Effekte (vgl. Néel-Temperatur).